# Ben Ijalana
Benjamin Ijalana (New Brunswick, 6 agosto 1989) è un giocatore di football americano statunitense che gioca nel ruolo di guardia per i Jacksonville Jaguars della National Football League (NFL). Fu scelto nel corso del secondo giro (49º assoluto) del Draft NFL 2011 dagli Indianapolis Colts. Al college ha giocato a football alla Villanova University.

## Carriera professionistica

### Indianapolis Colts
Ijalana fu scelto nel corso del giro del Draft 2011 dagli Indianapolis Colts. Nella sua stagione da rookie disputò quattro partite, nessuna delle quali come titolare, prima di rompersi il legamento crociato anteriore e rimanere fuori per il resto della stagione.
Poche settimane dopo essersi ripreso dall'infortunio, Ijalana si ruppe nuovamente lo stesso legamento durante il training camp del 2012, infortunio che lo costrinse a saltare l'intera stagione 2012. Il 5 agosto fu inserito in lista infortunati.

### New York Jets
Il 1º settembre 2013, dopo essere stato svincolato, Ijalana firmò coi New York Jets.